# Supercopa Italiana de Voleibol Masculino de 2014
A Supercopa Italiana de Voleibol Masculino de 2014 foi a 19ª edição desta competição organizada pela Lega Pallavolo Serie A, consórcio de clubes filiado à Federação Italiana de Voleibol (FIPAV) que ocorreu em 14 de outubro.
O Lube Macerata conquistou seu quarto título da competição ao derrotar o Piacenza por 3 sets a 2. O central sérvio Marko Podraščanin foi eleito o melhor jogador da partida.

## Regulamento
O torneio foi disputado em partida única.

## Equipes participantes
| Equipe        | Qualificação                              |
| ------------- | ----------------------------------------- |
| Lube Macerata | Campeão do Campeonato Italiano de 2013–14 |
| Piacenza      | Campeão da Copa Itália de 2013–14         |

## Resultado
| Data   | Hora  |               | Placar |          | Set 1 | Set 2 | Set 3 | Set 4 | Set 5 | Total   | Relatório |
| ------ | ----- | ------------- | ------ | -------- | ----- | ----- | ----- | ----- | ----- | ------- | --------- |
| 14 out | 20:30 | Lube Macerata | 3–2    | Piacenza | 25–15 | 26–24 | 20–25 | 18–25 | 15–12 | 104–101 | Relatório |

## Premiação
| Supercopa Italiana de 2014         |
| Marcas                             |
| ---------------------------------- |
| Lube Macerata Campeão (4.º título) |